# 363706 Karazija
363706 Karazija è un asteroide della fascia principale. Scoperto nel 2004, presenta un'orbita caratterizzata da un semiasse maggiore pari a 3,0431014 au e da un'eccentricità di 0,2066809, inclinata di 12,95033° rispetto all'eclittica.